# Дуглас, Дэвид (ботаник)
Дэвид Дуглас (англ. David Douglas, 25 июня 1799 — 12 июля 1834) — шотландский биолог и ботаник. 

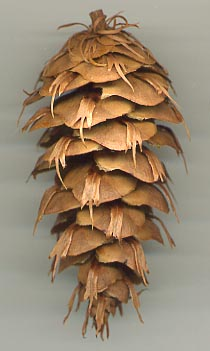
Шишка дугласовой пихты ' с дерева, выращенного из семян, привезённых Дугласом.

## Биография
Родился в городе Перт 25 июня 1799 года (по другим данным в 1798 году).
Его карьера началась в Шотландии, где он был связан с Университетом Глазго, а также являлся коллектором ботанических материалов для Королевского садоводческого общества в Лондоне.
Дэвид Дуглас был нанят Компанией Гудзонова залива, чтобы провести ботанические исследования в Орегоне, куда он приехал в 1824 году. В течение трех лет до своего возвращения в Англию в 1827 году, Дуглас занимался изучением американских растений и отослал в Шотландию более 200 образцов флоры и семян, неизвестных в Европе. Кроме исследования растений он изучил и дал название реке Ампква.
Получил известность в Европе благодаря своей коллекции и был отнесён к одним из отцов-основателей британской лесной промышленности. Известность Дугласа привела к тому, что он контактировал с самыми видными британскими учёными своего времени. Он считается одним из величайших и наиболее успешных ботаников, которым мир глубоко признателен.
Трагически погиб 12 июля 1834 года на острове Гавайи. При неясных обстоятельствах, во время восхождения на вулкан Мауна-Кеа, по основной версии, он упал в яму-ловушку вместе с гонящимся за ним одичавшим быком.

## Научная деятельность
Дэвид Дуглас специализировался на семенных растениях.

## Эпонимы
Множество растений и животных названы в честь Дугласа. Латинские (научные) названия некоторых из них имеют включают слово douglasii. Несколько примеров:
- Белка Дугласа (Tamiasciurus douglasii) - животное-грызун
- Дугласова пихта (Pseudotsuga menziesii) - хвойное дерево. В некоторых языках, в т.ч. в английском, названа именем Дугласа: англ. Douglas fir, нем. Douglasie
- Фринозома Дугласа (Phrynosoma douglassii) - ящерица

## Научные работы
- Douglas, David. Journal kept by David Douglas during his travels in North America 1823—1827: together with a particular description of thirty-three species of American oaks and eighteen species of Pinus, with appendices containing a list of the plants introduced by Douglas and an account of his death in 1834 (англ.). — W. Wesley & Son under the direction of the Royal Horticultural Society, 1914.